# Tilde diacrítica
La tilde diacrítica o acento diacrítico es la tilde o acento gráfico que se emplea para distinguir las entonaciones de palabras, frecuentemente monosílabas, de las cuales unas son regularmente tónicas (las que se resaltan en la pronunciación), mientras que las otras son átonas en el habla. Estas palabras pueden tener el mismo origen etimológico (por ejemplo más y mas, ambas del latín MAGIS) o no (por ejemplo mi —apócope de mío —del latín MEUS y mí, del latín MIHI o MĪ). Los diacríticos se usan ampliamente en diversas lenguas romances, entre ellas el castellano, el gallego, el asturiano y el catalán.

## En español
En español o castellano la tilde diacrítica es importante a la hora de escribir. Esto se debe, principalmente, al hecho de que permite diferenciar entonaciones y significados; es decir, una misma palabra, dependiendo de si se escribe con tilde o no, puede sonar de una manera u otra dentro de la oración, y ello a su vez cambia el significado de la oración.
Sin embargo, la tilde diacrítica no sirve para distinguir cada uno de los pares mínimos, opuestos por la tonicidad, que existan en español: por ejemplo, la preposición átona para y la forma verbal para (de parar) o el sustantivo masculino tónico don y el tratamiento átono don, así como la preposición de y el pronombre te átonos frente los nombres tónicos de las letras t y d, ya que estos últimos aparecen solo en contextos muy restringidos e imposibles de haber caso de ambigüedad. Asimismo, tampoco se usa el acento diacrítico cuando palabras con la misma escritura son tónicas y no tienen una o más correspondientes átonas. Por ejemplo, ve (tercera persona singular del presente del indicativo del verbo ver) y ve (segunda persona singular del imperativo de ir) no se diferencian con tilde diacrítica, puesto que ambas son tónicas en el habla. No obstante, en el caso de sé (primera persona singular del indicativo de saber), sé (imperativo de ser) y se (pronombre personal átono) sí es necesaria la tilde diacrítica.

### Monosílabos diferenciados por la tilde diacrítica
Como regla general, las palabras monosílabas nunca llevan tilde en español, salvo las ocho que aparecen en la tabla siguiente y los pronombres exclamativos e interrogativos. El caso particular de aún/aun es tratado en secciones posteriores.
Se trata de parejas de palabras en las que existe una forma tónica y una forma átona, ambas formas con entonación y significado diferente, y se marca con acento la forma tónica para diferenciarla de la átona.
| de  | (1) Preposición (del latín DĒ). Vengo de Alemania. Esperó de pie. (2) Nombre de la letra d (en este significado es tónico y aparece sólo en contextos muy restringidos).                                                                                              | dé  | Forma del verbo dar (del latín DEM, DET). Espero que mi primo no te dé la espalda. Dé recuerdos a su mujer de mi parte. |
| el  | Artículo definido singular masculino. El perro es marrón. Es el mejor jamón que he probado nunca. | él  | Pronombre personal (tanto el como él del latín ILLE). Él es muy alto. Me lo dijo él. |
| mas | Conjunción adversativa, equivale a pero. Quiso partir, mas no le dejaron. | más | Adverbio comparativo, es tónico (tanto mas como más vienen del latín MAGIS). Soy más alto que tú. Mucho más que eso. Dos más dos son cuatro. |
| mi  | (1) Adjetivo posesivo, forma átona y de mío (del latín MEUS, MI). Mi casa es grande. [= la casa mía] Compré un regalo para mi amigo (2) Nombre de una nota musical (en este significado es tónico y aparece sólo en contextos muy restringidos).                      | mí  | Pronombre personal tónico de caso preposicional (del latín MIHI, MĪ). A mí me gusta. Para mí. |
| se  | Pronombre personal de acusativo o dativo reflexivo y recíproco (principalmente del latín SĒ). El chico se fue. Se ruega no fumar. Se lo di ayer. | sé  | (1) Primera persona singular del presente de indicativo de saber. No lo sé. (2) Segunda persona singular del imperativo de ser. Sé bueno. |
| si  | (1) Conjunción condicional (del latín SĪ). Si mañana hace buen tiempo, me voy a la playa. Dime si lo hiciste. (2) Nota musical (en este significado es tónico y solo aparece en contextos muy restringidos). Su obra maestra fue el Concierto para piano en si bemol. | sí  | (1) Adverbio afirmativo (del latín SĪC). ¿Vienes? Sí, voy. Tú sí que sabes. (2) Sustantivo que indica aprobación. Me costó darle el sí a su proyecto. (3) Pronombre personal tónico, caso preposicional reflexivo y recíproco de tercera persona (SIBI). No está seguro de sí mismo. |
| te  | (1) Pronombre personal átono de casos acusativo, dativo y reflexivo de tú (del latín TĒ). ¿Te vas ya? Te daré el libro mañana. (2) Nombre de la letra t (en este significado es tónico y aparece sólo en contextos muy restringidos).                                 | té  | Sustantivo, es el nombre de un tipo de arbusto (voz de origen indostánico). La hora del té. |
| tu  | Adjetivo posesivo, forma átona de tuyo (del latín TUUS). Tu casa es muy grande. | tú  | Pronombre personal tónico de caso nominativo y vocativo de la segunda persona del singular (del latín TŪ). ¿Tú qué dices? Soy más alto que tú. |

### Tilde diacrítica en los interrogativos y exclamativos o acento enfático
Los pronombres interrogativos y exclamativos qué, quién, cómo, cuál, cuándo, cuánto, cuán, dónde y adónde llevan tilde diacrítica para diferenciar su entonación de la de los pronombres relativos o conjunciones que, quien, como, cual, cuando, cuanto, cuan, donde y adonde.
Las formas acentuadas introducen, de forma directa o indirecta, enunciados interrogativos o exclamativos, por ejemplo: «¿Qué haces?», «No sé cuál es mi coche», «¡Qué calor que hace hoy!».
En los pronombres interrogativos y exclamativos que tengan formas propias en femenino y en plural, estas formas también se deben acentuar («¿Quiénes son?», «¿Cuánta gente había?»).
Las formas acentuadas pueden funcionar como sustantivos («Se propuso averiguar el cómo, el cuándo y el dónde de aquellos sucesos»).
En la tabla siguiente se indican algunos ejemplos de utilización de las formas acentuadas y no acentuadas:
| Forma acentuada | Forma no acentuada |
| ¿Qué puedo hacer? ¡Qué bien! No sé qué hacer. No sabes qué alegría me diste ayer cuando te vi. No tienes por qué hablar si no quieres. | Quiero que vengan todos. Vine antes que tú. El hombre que vino ayer es francés. ¡Lástima que no llegara a tiempo! Sé lo que hicisteis el último verano. |
| ¿Quién fue a la fiesta? Dime con quién hablabas. ¡Quién lo hubiera dicho!                                                              | Este es el hombre de quien te hablé. Vete con quien quieras.                                                                                            |
| ¿Cómo estás? Falta determinar cómo pudieron acceder al interior. ¡Cómo no!                                                             | Ágil como una gacela Como dijimos ayer, esto puede dar lugar a confusión. Como no vengas habrá problemas.                                               |
| ¿Cuál es la respuesta correcta? Le expliqué cuáles eran los problemas que habían surgido.                                              | La casa de la cual me hablaste. Suave cual la lana. |
| ¿Cuándo vendrás? Mañana te diré cuándo voy.                                                                                            | Vente cuando quieras. El lunes es cuando hizo más frío.                                                                                                 |
| ¿Cuánta gente hay? Le pregunté cuántas veces había ido al cine desde entonces. ¡Cuánto tiempo sin verte!                               | Cuantos más libros leas, más fácil te resultará escribir bien. Quería que se fuese cuanto antes. Vinieron algunos cuantos.                              |
| ¡Cuán gritan esos malditos! | Cayó cuan largo era. |
| ¿Dónde estás? Me gustaría saber dónde está Jaime. Independientemente de dónde vivas, sabré cómo encontrarte.                           | El piso donde vivía era enorme. Ponlo donde quieras. = Ponlo en donde quieras. Llegaron hasta donde desembocaba el río.                                 |
| ¿A dónde fuiste? | Voy a donde me digas. Voy al lugar adonde me digas. |

Un caso que da lugar a confusiones es la grafía correcta de porque, por que, por qué y porqué debido a la existencia de acentos (diacrítico en por qué y debido a las reglas generales de acentuación en porqué) y a la escritura en una o en dos palabras.
|                  | Forma acentuada | Forma no acentuada                                                                          |
| Escrito separado | por qué interrogativo o exclamativo ¿Por qué no te callas? / ¡Por qué te haré caso!                                              | por que cuando el que es relativo Las calles por que [= por las que] vienes son peligrosas. |
| Escrito junto    | porqué sustantivo que significa 'motivo' o 'causa', normalmente precedido de «el» o «un». No sabemos el porqué de algunas cosas. | porque conjunción causal, responde a la pregunta ¿por qué? Vine porque estaba preocupado.   |

### Tilde diacrítica enaún/aun
Cuando puede sustituirse por todavía (tanto con significado temporal como con valor ponderativo o intensivo) sin alterar el sentido de la frase, se escribe con tilde (aún). En todos los demás casos (esto es, siempre que no se pueda sustituir por «todavía»), se escribe sin tilde (aun). Ambas palabras derivan del latín ADHŪC, «hasta ahora».
| aun | adverbio de modo, conjunción concesiva o preposición. Con el significado de hasta, también, incluso o ni siquiera. Aun así no se quedó satisfecho. Lucharemos cada día y aun cada hora. Aun conociendo la dificultad del problema, lo intentó. Vinieron todos, aun Juan. | aún | adverbio de modo o temporal, equivale a todavía. Aún no lo he visto. Tras releer la noticia, me parece aún menos creíble. |

### Tilde diacrítica ensólo/solo
Tradicionalmente y de 1999 a finales del 2010 en caso de ambigüedad, se utilizaba la tilde en el término solo cuando tenía valor de adverbio. El adjetivo solo significa ‘sin compañía’ (del latín SŌLUS), mientras que su homónimo tiene función adverbial cuando equivale a ‘solamente’ (del latín SŌLUM); desde 1999 este último solo adverbial se acentúa gráficamente cuando incurriera en sí una ambigüedad. Ejemplo: «Se quedará solo un mes» (solo significa aquí ‘en soledad’, ‘sin compañía’), frente a «Se quedará sólo un mes» (por un mes y no más), con el significado de ‘solamente se quedará un mes, mas no tres ni cuatro’.
Sin embargo es útil resaltar que la reforma ortográfica vigente desde finales del 2010 de la Real Academia Española (RAE) y la Asociación de Academias de la Lengua Española (ASALE) señala que la palabra solo funciona como adverbio y como adjetivo y que no debe llevar tilde según las reglas de acentuación actuales; por lo que se recomienda prescindir del acento diacrítico, exista o no caso de ambigüedad, porque se considera que la posibilidad de esta es mínima y que puede resolverse casi siempre usando sinónimos como solamente o únicamente. Sin embargo, se debe mencionar que la recomendación es ambigua, toda vez que en el último párrafo de §3.4.3.3 se indica que se podrá prescindir de la tilde en estas formas incluso en casos de doble interpretación, lo que no constituye una prescripción, como tal.
Por su parte, la Academia Mexicana de la Lengua (AML) se opone a considerar como obligatoria esta disposición y advierte que, tal y como señala la RAE, la acentuación queda a cargo del hablante; pero recomienda tildar siempre sólo cuando es un adverbio sinónimo de solamente para diferenciarlo del adjetivo solo. Considera que hacerlo así es didáctico en el aprendizaje de formas gramaticales y es útil para evitar ambigüedades, pues los casos de posible confusión son abundantes dado las distintas colocaciones de las palabras en la oración derivadas de factores estilísticos, sociales, pragmáticos, etc.
Sobre esta diferencia de opiniones, el décimo sexto director de la AML comentó:

«Quiero resaltar que fuimos la única Academia, de las 22 existentes, que nos opusimos a la eliminación de las tildes diacríticos, de los acentos en los demostrativos y en el sólo adverbial. Dimos razones técnicas para ello. Entregamos el argumento no a la RAE sino a la Asociación de Academias, donde está incluida la RAE. Pero en la reunión previa al encuentro de Guadalajara 2010, la mayoría de las academias votó a favor de que fueran suprimidos. Ahí ganó la mayoría. Ya estando en Guadalajara y ante la polémica suscitada, la RAE dio marcha atrás a su propuesta. Ahora no hay una norma ortográfica en ese sentido, se puede usar como sea. Lo cual es un contrasentido porque la ortografía es la única parte de la gramática que tiene carácter de normatividad».
Jaime Labastida, décimo sexto director de la AML; citado por Carmen García Bermejo.

En síntesis, la recomendación de la RAE es no tildar nunca el adverbio solo aunque haya probabilidad de anfibología, mientras que la AML recomienda tildar siempre el adverbio sólo.

### Tilde diacrítica en demostrativos
Tradicionalmente y de 1999 a finales del 2010 en caso de ambigüedad, los pronombres demostrativos debían llevar tilde para diferenciarlos de los adjetivos demostrativos:
- «Quiero este libro» y «quiero este, no ese» → no hay ambigüedad
- «¿Por qué compraron aquellos libros usados?» y «¿Por qué compraron aquéllos libros usados?» → hay ambigüedad: en lo primero aquellos es atributo de libros; en lo segundo, aquéllos es el sujeto («ellos allí»), por lo que el segundo debía llevar tilde.

No obstante, en la reforma académica de la ortografía de 2010 se señala que también debe/podrá prescindirse del uso de la tilde diacrítica en los demostrativos, aun cuando haya caso de ambigüedad; esta puede resolverse usando una puntuación adecuada (la ambigüedad en el apartado §3.4.3.3 de la ortografía de 2010, descrita en la sección anterior también aplica a este caso). Al igual que en el caso anterior (sólo/solo) las posiciones de la academia de España y la de México divergen en torno a la interpretación de la ortografía de 2010, y mientras la primera prescribe la acentuación diacrítica, la segunda lo aconseja.

### Tilde diacrítica enó/o
Previo a 2010, la conjunción o podía llevar entre números acento gráfico para no confundirla con el dígito 0: 1 ó 2. Sin embargo, con la nueva Ortografía, publicada el 17 de diciembre de 2010 por la RAE y la ASALE, la tilde en este caso nunca debe colocarse, puesto que en la tipografía moderna se puede diferenciar muy bien entre la o y el 0. Por lo tanto, debe escribirse 1 o 2 y 100 o 200, por ejemplo.

## En catalán
La ortografía del catalán emplea también acentos diacríticos, de un modo similar al español. Aunque el catalán usa diacríticos en casos donde el español no los usa, como por ejemplo para distinguir palabras que tienen una vocal abierta de palabras que tienen una vocal cerrada (y sin el diacrítico tendrían la misma ortografía, a pesar de que fonológicamente son diferentes).
| sin acento                              | con acento                     |
| --------------------------------------- | ------------------------------ |
| be (nombre de la letra b); 'cordero'    | bé 'bien'                      |
| deu 'manantial'; 'diez'; 'debe' (deber) | déu 'dios'                     |
| es 'se' (pronombre reflexivo)           | és 'es' (ser)                  |
| ma 'mi' (fem.)                          | mà 'mano'                      |
| mes 'mes'                               | més 'más'                      |
| mon 'mi' (masc)                         | món 'mundo'                    |
| pel 'por el'                            | pèl 'pelo'                     |
| que 'que' (conjunción)                  | què 'que' (pronombre relativo) |
| se 'se' (pronombre reflexivo)           | sé 'sé' (saber)                |
| si 'si'                                 | sí 'sí'                        |
| sol, sols: 'sol', 'solo', 'suele'       | sòl (plural sòls): 'suelo'     |
| son: 'sueño'; 'su'                      | són: 'son'                     |
| te: 'te'                                | té: 'tiene'                    |
| us: 'os'                                | ús: 'uso'                      |
| vos: 'os'                               | vós: 'vos'                     |

## En astur-leonés
La mayor parte de diacríticos en asturiano, al igual que sucede en castellano, son monosílabos. Aunque en ambos idiomas existen diacríticos aplicados a palabras bisílabas y que se usan para diferenciar funciones en pronombres exclamativos o interrogativos:
| a    | Preposición Veo a Xuan. Fechu a mano. | á    | Exclamativo Á Xuan, ven p'acá. . |
| al   | Contracción de la preposición "a" con el artículo "el" Esti branu nun voi al pueblu. | ál   | Cuantificador (arcaicu) ¿Quies daqué ál?. |
| del  | Contracción de la preposición "de" con el artículo "el" Esti carbón ye del vecín. | dél  | Cuantificador, "dalgo de" Pidí al vecín dél carbón. |
| el   | Artículo El perru. | él   | Pronombre personal tónico masculino Él quier tener un perru. |
| mas  | 1. Sustantivo, forma plural de ma A los aconceyamientos colos profesores nos colexos siempre van les mas. 2. Conjunción adversativa (arcaica y literaria), "pero" (...)Mas tó tomalla, por ver si ye pesada. | más  | Alverbiu Más nunca me digas lo que tengo que facer. |
| nel  | Contracción de la preposición "en" con el artículo "el" Nun vi esa camisa nel armariu. | nél  | Contracción de la preposición "en" con el pronombre "él" Más nun t'enfotes nél, que llueu siempre te traiciona. |
| nos  | 1. Pronombre átono de primera persona plural Nun nos dixo au diba. 2. Contracción de la preposición "en" con el artículo "los" Anda siempre coles manes metíes nos bolsos.                                   | nós  | Pronombre personal tónico de primera persona del plural Siempre cuenta con nós cuando fai dalguna fiesta. |
| nun  | 1. Contracción de la preposición "en" con el cuantificador "un" Eso fáigotelo yo nun tris. 2. Adverbio de negación verbal Ayeri nun vi la tele en tol día.                                                   | nún  | Contracción de la preposición "en" con el pronombre cuantificador "ún" Nun m'alcuerdo en qué caxón lo metiera, pero de xuru que ta nún d'esos. |
| pa   | Preposición Marcho pa Madrid a trabayar. | pá   | Sustantivo, "padre" Nun falo col mio pá dende l'añu pasáu. |
| se   | Pronombre átono de tercera persona Dende'l 2011 nun se pue fumar nos bares. | sé   | 1. Verbo "saber" (primera persona singular del presente de indicativo) Nun sé falar alemán. 2. Verbo "ser" (forma imperativa singular) Sé amable con elli, por favor. |
| si   | Conjunción condicional Si nun me dices como se fai, fadrélo mal otra vez. | sí   | 1. Pronombre tónico reflexivo de tercera persona en régimen preposicional La cerveza tráxolo pa sí y pa los demás nada. 2. Alverbiu pa l'afirmación ¿Vienes al cine? Sí, que quiero ver la última de Spielberg. 3. Sustantivu, una de les notes de la escala musical ¿Cuála ye la caber nota? Ye'l sí, siempre la escaeces. |
| tan  | Adverbio de cantidád Ye tan grande que nun cueye. | tán  | Verbo "tar" (tercera persona plural del presente d'indicativu) Tán esperando a que termines pa marchar. |
| te   | 1. Pronombre átono de segunda persona singular Nun te traxi lo que me pidisti. 2. Sustantivu, nome de la lletra «t» "Complot" escríbese con una te al final.                                                 | té   | Sustantivu Siempre tomo té al meudía. |
| un   | 1. Numeral Cinco menos cuatro ye un. 2. Adjetivo Vieno un rapaz preguntando por ti. | ún   | Pronombre cuantificador ¿Llamaron yá los mios hermanos? Sí y non, solo llamó ún. |
| vos  | Pronombre átono de segunda persona plural Nun vos vi al pasar pel bar. | vós  | Pronombre personal tónico de segunda persona plural Vós sois los encargaos de llamalu y contá-ylo. |
| ya   | 1. Conjunción copulativa, "y" Xuan ya María son los mios vecinos. 2. Forma occidental de "ye" Xuan ya de Salas y María ya de Ḷḷuarca.                                                                        | yá   | Alverbiu Yá qu'entá nun lo sabes, voi dicítelo yo agora. |
| ente | Preposición con el significado de "entemedies de" La Corredoria ta ente Uviéu y Llugones. | énte | Preposición, variante d'ante (significáu "delantre de") Mangóse énte la puerta pa que falara con él al salir. (=Mangóse ante la puerta pa que falara con él al salir.) |

## En portugués
Tras el acuerdo ortográfico de 1990, el número de acentos diacríticos (acentos diferenciais en portugués) se ha reducido a solo 4 casos, 5 en Portugal:
| pode  | 3.ª persona del singular del presente del verbo poder; puede en castellano                           | pôde  | 3.ª persona del singular del pretérito simple del verbo poder; pudo en castellano                            |
| por   | Preposición; por en castellano                                                                       | pôr   | Infinitivo; poner en castellano                                                                              |
| tem   | 3.ª persona del singular del presente del verbo ter; tiene en castellano                             | têm   | 3.ª persona del plural del presente del verbo ter; tienen en castellano                                      |
| vem   | 3.ª persona del singular del presente del verbo vir; viene en castellano                             | vêm   | 3.ª persona del plural del presente del verbo vir; vienen en castellano                                      |
| -amos | (Portugal) Terminación de la 1.ª persona del plural del presente de los verbos de la 1.ª conjugación | -ámos | (Portugal) Terminación de la 1.ª persona del plural del pretérito simple de los verbos de la 1.ª conjugación |

El portugués no necesita muchos acentos diferenciales porque según las reglas de acentuación de la lengua, todos los monosílabos llevan tilde si son tónicos terminados en a e o o as es os.
Así, el acento en é "es", que puede parecer un acento diferencial (serviría para distinguirlo de e "y"), no lo es propiamente ya que es la acentuación por defecto de la palabra.

## En francés
En francés también hay una corta lista de palabras que solo llevan tilde para distinguirlas de otras palabras que de otra forma se escribirían igual, y que no tienen justificación etimológica o fonética. A saber:
| a   | "ha", "tiene"; 3.ª persona del singular del presente del verbo avoir | à   | Preposición "a"                |
| la  | "la"; Artículo determinado femenino                                  | là  | "allá", "allí"                 |
| ou  | Conjunción "o"                                                       | où  | Pronombre "donde"/"dónde"      |
| du  | "del"; Contracción de de+le                                          | dû  | "debido"; Participio de devoir |
| mur | "muro"                                                               | mûr | "maduro"                       |
| sur | Preposición "sobre"                                                  | sûr | "seguro"                       |

## En italiano
En italiano hay diez pares de palabras que se distinguen en la escritura gracias a un accento distintivo, el nombre que reciben en italiano.
| che | "que"                           | ché | "qué"                        |
| da  | "desde"                         | dà  | "da", del verbo dare         |
| dei | "de los"                        | dèi | "dioses"                     |
| e   | "y"                             | è   | "es", del verbo essere       |
| la  | "la"                            | là  | "allá"                       |
| li  | "los"                           | lì  | "allí"                       |
| ne  | "de ello" (pronombre adverbial) | né  | "ni"                         |
| se  | "si" (condicional), "se"        | sé  | "sí" (pronombre personal)    |
| si  | "se"                            | sì  | "sí" (adverbo de afirmación) |
| te  | "te"                            | tè  | "té"                         |